# Carta di Cassini

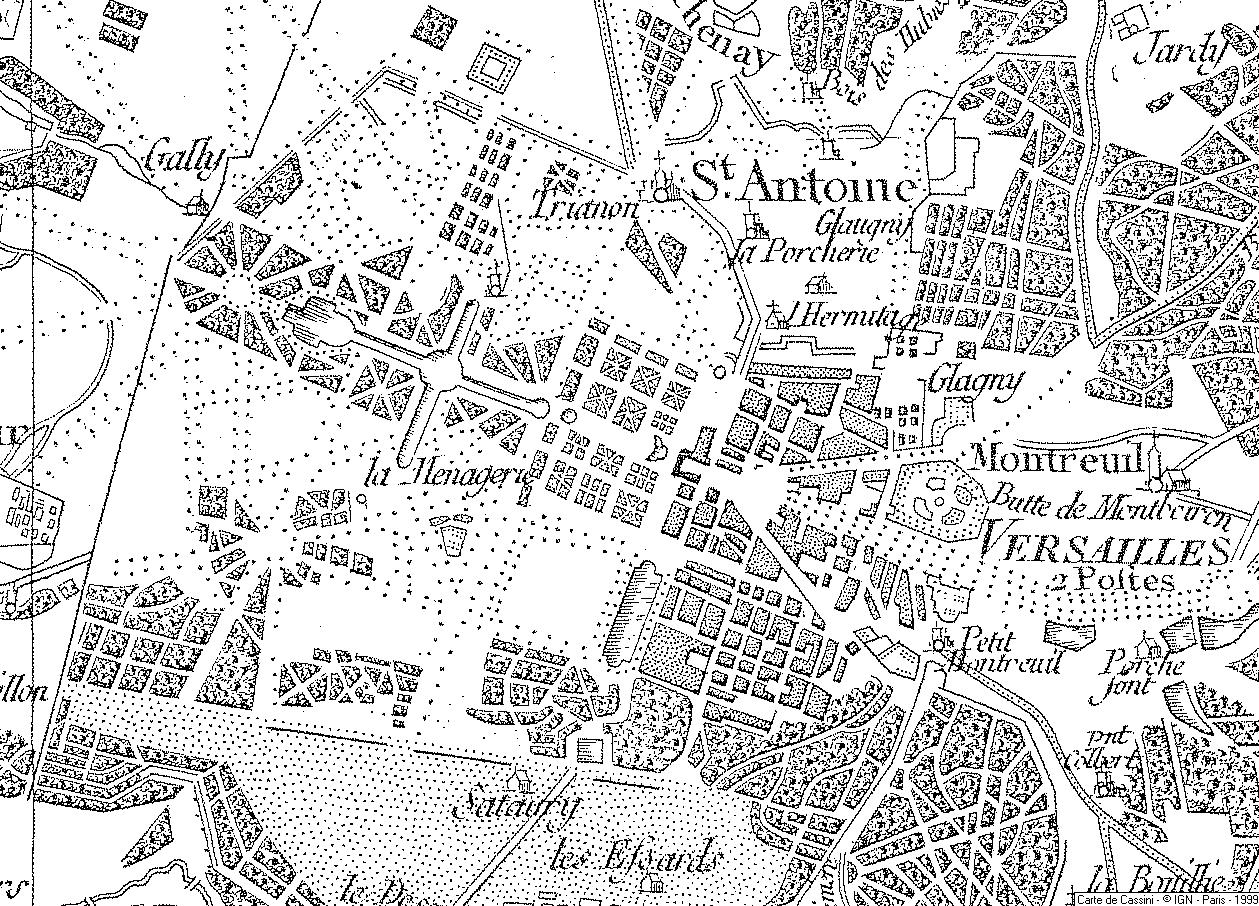
Particolare della Carta di Cassini: Il parco della Reggia di Versailles

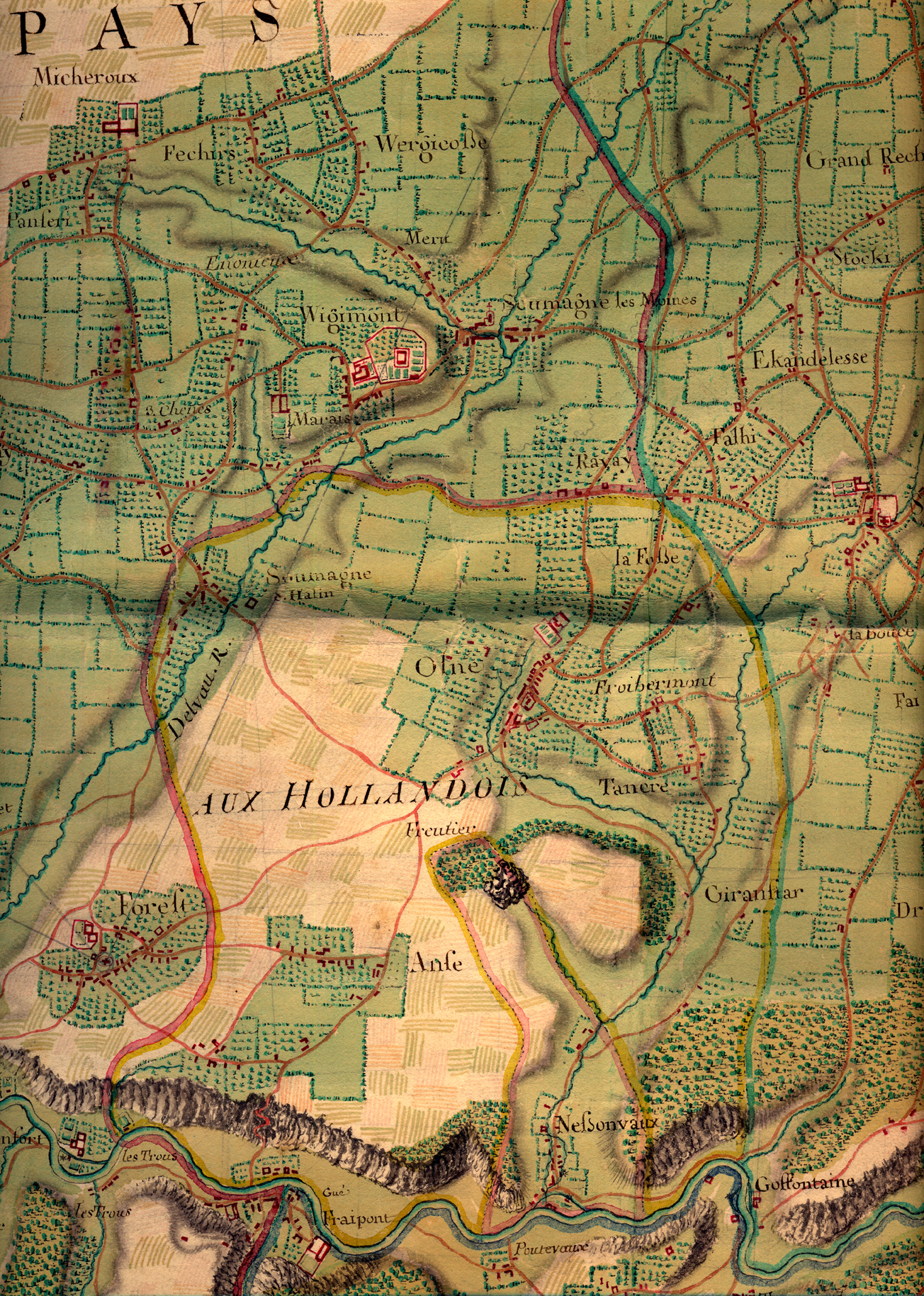
Disegno a mano della riva destra della valle della Vesdre

La carta di Cassini o carta dell'Académie è la prima carta generale e particolare del regno di Francia. Sarebbe più corretto chiamarla "carta dei Cassini", poiché fu realizzata dalla famiglia Cassini, principalmente César-François Cassini (Cassini III) e suo figlio Jean-Dominique Cassini (Cassini IV).
La scala adottata è di una ligne per cento tese, ovvero una scala 1/86400 (una tesa equivale a 864 lignes).
Questa costituiva per l'epoca una vera innovazione ed un avanzamento tecnico decisivo. Fu la prima carta geografica a basarsi sulla triangolazione geodetica la cui rilevazione richiese più di cinquant'anni. Tre generazioni di Cassini si succedettero per terminare questo lavoro. La carta non localizza con precisione gli edifici ed i limiti dei boschi e delle paludi, ma il livello di precisione della rete stradale è tale che sovrapponendo delle fotografie satellitari, rettificate secondo la proiezione cartografica, ai fogli della Carta si ottengono risultati spettacolari.
L'opera dei Cassini ha lasciato l'impronta anche sul terreno, dal momento che si trovano ancor oggi dei toponimi detti "segnali di Cassini", che rivelano i luoghi in cui vennero effettuate le misurazioni all'epoca. Questi punti corrispondono ai vertici dei mille triangoli che formavano la rete della triangolazione di primo grado della Carta di Cassini.

## Storia

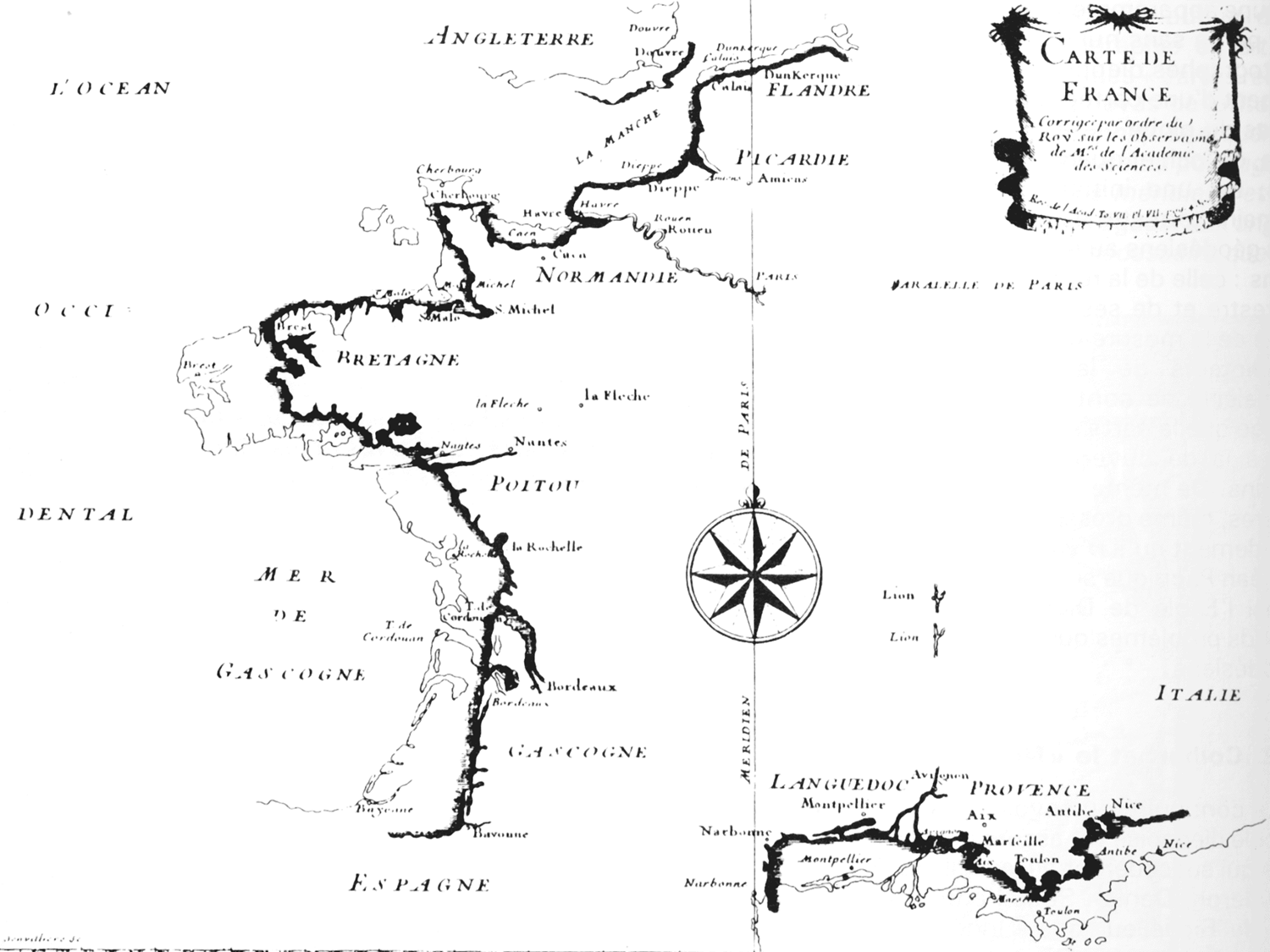
Carta delle coste della Francia corretta dall'Académie des Sciences

La carta di Cassini è la prima carta geometrica che copra l'intero territorio del regno di Francia. Preliminarmente al rilevamento, si dovete procedere alla triangolazione del territorio.

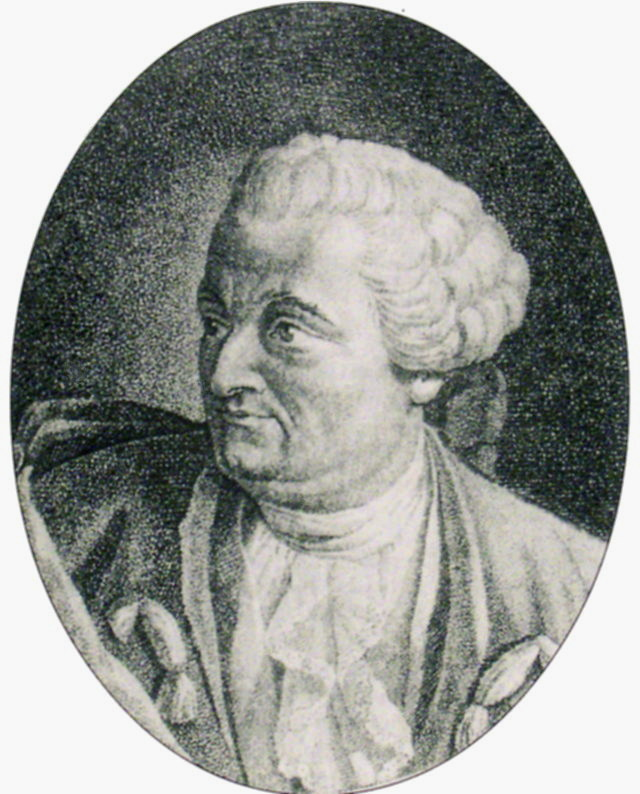
César-François Cassini

I rilievi furono effettuati fra il 1750 ed il 1789 e i 181 fogli che compongono la Carta furono pubblicati fra il 1756 ed il 1815.
Nel 1756 César-François Cassini fondò una società di cinquanta membri per raccogliere i fondi necessari a finire i rilievi topografici. Vi parteciparono i maggiori aristocratici e le alte cariche dello stato: la più celebre di essi fu la marchesa di Pompadour.
Morto nel 1784, César-François Cassini non vide il completamento delle rilevazioni. Suo figlio Jean-Dominique Cassini terminò il lavoro del padre.
I dipartimenti della Savoia, della Alta Savoia e una parte di quello delle Alpi Marittime non facevano parte del Regno di Francia. Essi non sono perciò rappresentati nella carta dell'Académie. Inoltre, l'île d'Yeu e la Corsica non furono mai oggetto di rilevamento.
La maggior parte dei fogli furono ripubblicati nel 1815.

## Difetti e superamento

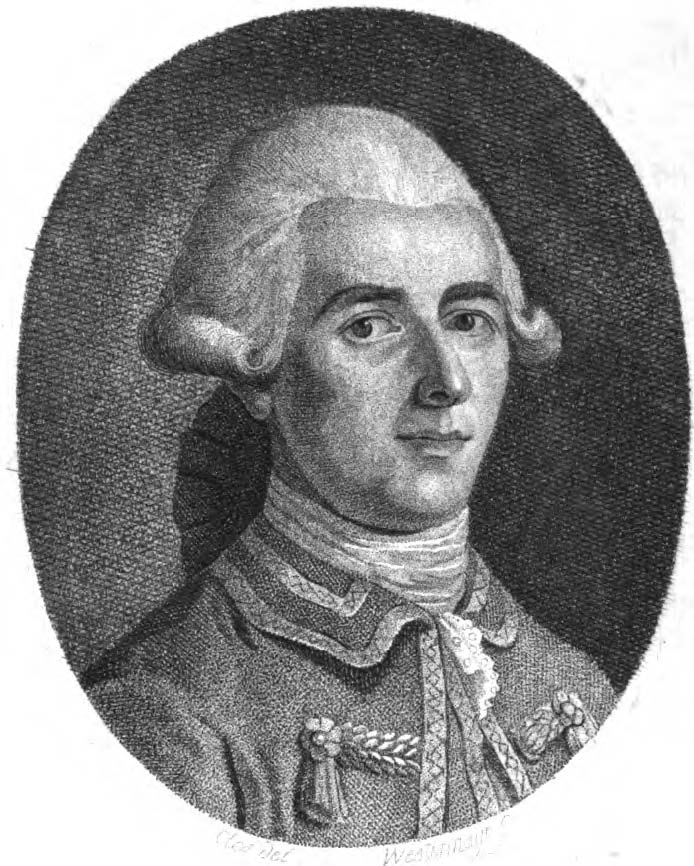
Jean-Dominique Cassini

Già nel 1808 Napoleone Bonaparte aveva deciso di far disegnare una nuova carta che sostituisse quella dei Cassini, ma il progetto non fu realizzato. Si dovette aspettare la Restaurazione perché i lavori di questa nuova carta potessero iniziare. Essi durarono dal 1817 al 1866 ed il risultato fu la carte de l'État-Major.